# Tuskas

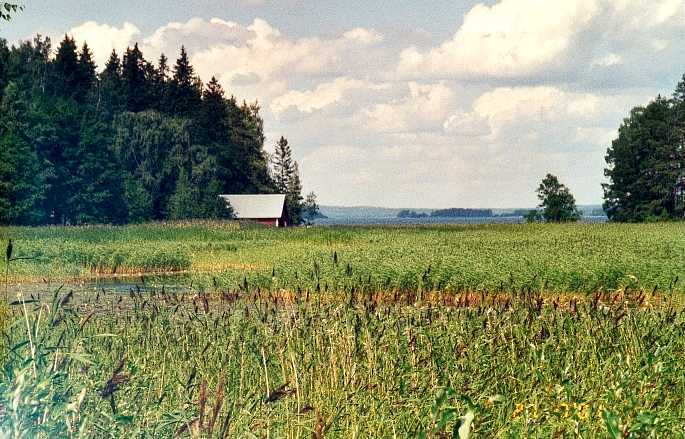
Österviken i Tuskas

Tuskas (tu:skas), ort på Mogenpört ö i Pyttis kommun i landskapet Kymmenedalen, fi.: Tuuski.
Tuskas utgör sedan 1850 hemmanet Nr 1 i Mogenpört (by). Då förenades hemmanet Tuskas Nr 1 i Mogenpört formellt med det sedan länge försvunna Gumböle enstaka hemman.
På Högberget i Tuskas låg även en mätningspunkt (N:o 18 Tuskas) i Struves meridianbåge.  Uppskattade koordinater